# Spiller
Cristiano Spiller, mest känd som endast Spiller, född 3 april 1975
i Venedig, Italien, är en italiensk DJ. Han fick 2000 en hit med låten "Groovejet (If This Ain't Love)" med Sophie Ellis-Bextor på sång.